# Francesc Margarit Fontcuberta
Francesc Margarit Fontcuberta   (Corró d'Avall, 19 de gener de 1820 - Centelles, 24 d'agost de 1900), conegut com a Francesc del Putxet, va ser un músic vinculat a diverses orquestres i associacions corals de la ciutat de Granollers.

## Biografia
Nascut el 19 de gener de 1820 a l'hostal que regentava la seva família a Corró d'Avall (Les Franqueses del Vallès), conegut com "Hostal del Putxet", Francesc va rebre la seva primera formació musical des de petit de la mà de Miquel Vallsmedella, mestre de capella i organista de l'església de Sant Esteve de Granollers, que l'hauria recomanat per al seu ingrés a l'escolania de la Catedral de Barcelona abans de passar a estudiar a l'Escolania de Montserrat, on va aprendre a tocar el violí.
L'any 1837 va entrar a formar part de l'orquestra Els Jans dirigida per Ramon Vilaseca, on hi tocaria el violí fins a l'any 1852. En aquells temps va aprendre a tocar el buccén, passant a ser intèrpret d'aquest instrument a l'orquestra Els Manels. Entre 1867 i 1868 va tornar a canviar de formació i es va integrar dins de l'orquestra Minas fins que, el 1874 i a causa d'un accident, va patir ferides a la boca i va perdre part de les dents, fet que li va impedir continuar tocant l'instrument de vent que li havia donat tanta popularitat i es va centrar de nou en el violí. Va seguir a l'orquestra Minas com a violí segon fins que el 1883 la formació es va desfer i Margarit va entrar a l'orquestra La Catalana, on seguiria tocant fins al 1897.
En paral·lel a la seva feina com a instrumentista, també va tenir un important paper en el món coral de l'època, participant en la creació de la Societat Coral ''La Antigua'' de Granollers l'any 1862 de la qual dirigiria el cor. Aquesta entitat es va fusionar el 1886 amb una altra entitat de Granollers, la Societat Coral Amics de la Unió, que seria dirigida per Margarit fins al 1893.